# La Châtelaine
La Châtelaine – miejscowość i gmina we Francji, w regionie Burgundia-Franche-Comté, w departamencie Jura.
Według danych na rok 1990 gminę zamieszkiwało 120 osób, a gęstość zaludnienia wynosiła 9 osób/km² (wśród 1786 gmin Franche-Comté La Châtelaine plasuje się na 623. miejscu pod względem liczby ludności, natomiast pod względem powierzchni na miejscu 272.).